# Bana, Montgròs e Salafermosa
Banne és un municipi francès situat al departament de l'Ardecha i a la regió d'Alvèrnia-Roine-Alps. L'any 2007 tenia 642 habitants.

## Demografia

### Població
El 2007 la població de fet de Banne era de 642 persones. Hi havia 293 famílies de les quals 82 eren unipersonals (41 homes vivint sols i 41 dones vivint soles), 112 parelles sense fills, 62 parelles amb fills i 37 famílies monoparentals amb fills.
La població ha evolucionat segons el següent gràfic:
Habitants censats

### Habitatges
El 2007 hi havia 563 habitatges, 302 eren l'habitatge principal de la família, 241 eren segones residències i 20 estaven desocupats. 491 eren cases i 55 eren apartaments. Dels 302 habitatges principals, 241 estaven ocupats pels seus propietaris, 44 estaven llogats i ocupats pels llogaters i 18 estaven cedits a títol gratuït; 2 tenien una cambra, 17 en tenien dues, 60 en tenien tres, 83 en tenien quatre i 141 en tenien cinc o més. 237 habitatges disposaven pel capbaix d'una plaça de pàrquing. A 149 habitatges hi havia un automòbil i a 132 n'hi havia dos o més.

### Piràmide de població
La piràmide de població per edats i sexe el 2009 era:
| Homes | Edats   | Dones |
| ----- | ------- | ----- |
| 0     | 95 o +  | 0     |
| 8     | 90 a 94 | 12    |
| 0     | 85 a 89 | 20    |
| 4     | 80 a 84 | 8     |
| 4     | 75 a 79 | 4     |
| 12    | 70 a 74 | 8     |
| 28    | 65 a 69 | 24    |
| 32    | 60 a 64 | 24    |
| 12    | 55 a 59 | 20    |
| 16    | 50 a 54 | 16    |
| 32    | 45 a 49 | 16    |
| 20    | 40 a 44 | 28    |
| 20    | 35 a 39 | 20    |
| 12    | 30 a 34 | 8     |
| 8     | 25 a 29 | 24    |
| 12    | 20 a 24 | 8     |
| 12    | 15 a 19 | 20    |
| 12    | 10 a 14 | 8     |
| 12    | 5 a 9   | 0     |
| 12    | 0 a 4   | 16    |

## Economia
El 2007 la població en edat de treballar era de 388 persones, 252 eren actives i 136 eren inactives. De les 252 persones actives 214 estaven ocupades (124 homes i 90 dones) i 37 estaven aturades (11 homes i 26 dones). De les 136 persones inactives 55 estaven jubilades, 29 estaven estudiant i 52 estaven classificades com a «altres inactius».

### Ingressos
El 2009 a Banne hi havia 298 unitats fiscals que integraven 639,5 persones, la mediana anual d'ingressos fiscals per persona era de 16.044 €.

### Activitats econòmiques
Dels 37 establiments que hi havia el 2007, 1 era d'una empresa extractiva, 3 d'empreses de fabricació d'altres productes industrials, 10 d'empreses de construcció, 8 d'empreses de comerç i reparació d'automòbils, 5 d'empreses d'hostatgeria i restauració, 3 d'empreses immobiliàries, 2 d'empreses de serveis i 5 d'empreses classificades com a «altres activitats de serveis».
Dels 18 establiments de servei als particulars que hi havia el 2009, 1 era un taller de reparació d'automòbils i de material agrícola, 4 paletes, 2 guixaires pintors, 2 lampisteries, 1 electricista, 3 restaurants, 2 agències immobiliàries i 3 salons de bellesa.
L'únic establiment comercial que hi havia el 2009 era una botiga de roba.
L'any 2000 a Banne hi havia 32 explotacions agrícoles que ocupaven un total de 852 hectàrees.

## Equipaments sanitaris i escolars
El 2009 hi havia una escola elemental integrada dins d'un grup escolar amb les comunes properes formant una escola dispersa.

## Poblacions més properes
El següent diagrama mostra les poblacions més properes.